# Дольня-Митрополія
Дольня-Митрополія (болг. Долна Митрополия) — місто у Плевенській області Болгарії. Адміністративний центр общини Дольня-Митрополія.

## Населення
За даними перепису населення 2011 року у місті проживали 3046 осіб.
Національний склад населення міста:
| Національність   | Кількість осіб | Відсоток |
| ---------------- | -------------- | -------- |
| болгари          | 2269           | 93,1%    |
| цигани           | 76             | 3,1%     |
| турки            | 70             | 2,9%     |
| інша             | 7              | 0,3%     |
| не визначились   | 14             | 0,6%     |
| Всього відповіли | 2436           |          |

Розподіл населення за віком у 2011 році:
Динаміка населення: